# Didymodon alticaulis
Didymodon alticaulis är en bladmossart som beskrevs av Edwin Bunting Bartram 1947. Didymodon alticaulis ingår i släktet lansmossor, och familjen Pottiaceae. Inga underarter finns listade i Catalogue of Life.